# Gajser
Gajser je priimek v Sloveniji, ki ga je po podatkih Statističnega urada Republike Slovenije na dan 1. januarja 2010 uporabljalo 269  oseb in je med vsemi priimki po pogostosti uporabe uvrščen na 1.522. mesto.

## Znani nosilci priimka
- Bogo Gajser (*1965), motokrosist
- Damjan Gajser (*1970), nogometaš
- Jože Gajser, športni pilot - letalski klub Prlek (smrtno ponesrečil)
- Saša Gajser (*1974), nogometaš
- Tim Gajser (*1996), motokrosist
- Tomaž Gajser, športni pilot - letalski klub Prlek (preds., nadaljuje očetovo pot)
- Zdenka Gajser (*1962), pravljičarka, mladinska knjižničarka in pesnica, pripovedovalka, mentorica